# Перково-Ґурне
Перково-Ґурне (пол. Perkowo Górne) — село в Польщі, у гміні Ґневково Іновроцлавського повіту Куявсько-Поморського воєводства.
У 1975—1998 роках село належало до Бидгощського воєводства.